# Parachernes insularis
Parachernes insularis är en spindeldjursart som beskrevs av Beier 1935. Parachernes insularis ingår i släktet Parachernes och familjen blindklokrypare. Inga underarter finns listade i Catalogue of Life.